# Arabió
Arabió (llatí: Arabion) va ser l'últim rei númida, que segons Apià era fill de Masinissa II i probablement net de Gauda. Era de la tribu dels massils.
Durant la guerra civil romana entre els anys 49 aC i 45 aC, Masinissa II i el seu cosí Juba I, governaven el Regne de Numídia Oriental, i es van posar al costat de Gneu Pompeu contra Juli Cèsar. L'any 46 aC, Cèsar i els seus aliats van derrotar Masinissa i Juba, que es van suïcidar, després de la batalla de Tapsos. Arabió va aconseguir escapar i es va unir als partidaris de Pompeu a Hispània. El regne del seu pare es va dividir i el van repartir entre els aliats de Cèsar: la part occidental al rei Boccus II de Mauritània i la part oriental, inclosa Cirta, a Publi Siti, un oficial romà mercenarique va governar el seu territori com un principat autònom. És possible que Cirta hagués pertangut no al regne del seu pare Masinissa sinó al de Juba.
L'any 44 aC, probablement poc després de l'assassinat de Cèsar, Arabió va tornar a Àfrica a instàncies del fill de Pompeu, Sext Pompeu. Des d'Àfrica, Arabió va enviar homes a Hispània per a entrenar-los militarment. Va recuperar el regne del seu pare amb relativa facilitat, forçant Boccus a l'exili, i després va aconseguir assassinar Siti amb una estratagema. Les notícies de les seves conquestes van arribar a Roma el 14 de juny de l'any 44, quan Ciceró ho esmenta en una carta a Tit Pomponi Àtic. El seu èxit militar s'atribueix a la formació romana de les forces que havia portat amb ell de tornada a l'Àfrica, però és més probable que es degui a la lleialtat de la població.
Arabió va aconseguir mantenir-se al front del seu regne durant quatre anys. Malgrat la seva afinitat pels pompeians, va donar suport al Segon Triumvirat quan es va crear el novembre del 43 aC. En la guerra que va esclatar l'any 42 aC entre Quint Cornifici el Jove, governador d'Àfrica Vetus, i Tit Sexti, governador d'Àfrica Nova, l'antic regne de Juba, es va posar del costat de Sexti per guanyar-se el favor dels triumvirs, especialment d'Octavi. Segons Dió Cassi, inicialment es va posar del costat de Cornifici degut a les seves afinitats amb els pompeians, però després va passar al costat de Sexti quan els exèrcits aliats van obligar a Dècim Leli a abandonar el setge de Cirta. A la batalla següent prop d'Útica, Cornifici va ser assassinat i Dècim Leli es va suïcidar. Això va permetre a Sexti de prendre el control de les dues províncies d'Àfrica.
L'abast del domini d'Arabió no es coneix amb precisió. Probablement corresponia al regne del seu pare, que es trobava entre els rius Sava i Ampsaga. La presència d'alguns "sitians" (llatí sittiani), antics seguidors de Siti, entre les forces aliades d'Arabió suggereix que potser va mantenir el control del principat del difunt mercenari, inclosa Cirta.
Va conservar el regne per voluntat d'August fina a la seva mort, potser l'any 33 aC, i va morir probablement sense fills. Numídia es va annexionar a Roma com a província romana, però dos o tres anys després, August va cedir el regne a Juba II, fill de Juba I.